# Avaí Futebol Clube (femenino)
La sección femenina del Avaí Futebol Clube se localiza en el municipio de Caçador, Santa Catarina, Brasil.
El club comenzó su participación en el campeonato brasileño, en asociación con el Sociedade Esportiva Kindermann, compitiendo en 2019 como Kindermann/Avaí. Desde el 8 de febrero de 2022, el club fue renombrado Avaí Futebol Clube Feminino.

## Historia

### Kindermann
Club fundado en 1975, el Sociedade Esportiva Kindermann de Caçador, Santa Catarina, fue uno de los clubes más laureados de la región del sur de Brasil, ganando todos los Campeonato Catarinense entre 2008 y 2015, además de una Copa de Brasil en 2015.

### Avaí/Kindermann
El 25 de febrero de 2019, Kindermann se asoció con el Avaí Futebol Clube, y entre 2019 y 2021 compitió en el Campeonato Brasileño de Fútbol Femenino como Avaí/Kindermann. El club logró el tercer lugar en 2019 y el subcampeonato en 2020. El Kindermann/Avaí clasificó a la Copa Libertadores Femenina en 2020 y 2021.

### Avaí FC
El 8 de febrero de 2022, el club fue refundado como Avaí Futebol Clube Feminino, pero tuvo que retornar a su nombre antiguo.